# Ференцварош
«Ференцварош» (венг. Ferencvárosi Torna Club) — венгерский профессиональный футбольный клуб из Будапешта. В 2006 году был назван самым популярным футбольным клубом Венгрии.
С момента своего основания 36 раз становился чемпионом Венгрии, 24 раза завоёвывал Кубок Венгрии, один раз, обыграв в финале итальянский «Ювентус», выиграл Кубок ярмарок (предшественник Кубка УЕФА и Лиги Европы). В 1975 году проиграл в финале Кубка обладателей кубков киевскому «Динамо». В 1995 году был первой венгерской командой, участвовавшей в групповом раунде Лиги чемпионов, в 2004 году — Кубке УЕФА.
Клуб является рекордсменом по количеству чемпионских титулов (36), по количеству завоёванных кубков страны (24), и является единственной венгерской командой, которая смогла выиграть престижный европейский трофей. В составе клуба всю свою карьеру провёл единственный венгерский обладатель «Золотого мяча» — Флориан Альберт.
Домашние игры команда проводит на стадионе «Групама Арена», вмещающем 22 000 зрителей. В Венгрии широко распространено сокращённое название клуба — «Фради». Главный соперник МТК (Будапешт), матчи с которым называют Вечным дерби.

## История клуба

### Начало
3 декабря 1900 года команда официально была зарегистрирована, а уже два месяца спустя, в феврале 1901 года, был сыгран первый матч с командой «Будапешти». Однако венгерская футбольная ассоциация отказалась признавать его в качестве официального, поэтому принято считать, что первый официальный матч был сыгран на первом чемпионате Венгрии 21 февраля 1901 года с командой «Мюэдетем» (команда технического университета). Матч был проигран 3:5. Первый мяч забил 17-летний вингер Гаспар Борбас. Первое очко было набрано в игре против этого же соперника (ничья 2:2), а первая победа была одержана 16 июня в матче против «Будапеште SC» (5:1).
Интересен ещё тот факт, что свой первый матч на внутренней арене, клуб провёл позже, чем на международной — ещё 24 марта 1900 года «Ференцварош» сыграл в Вене против команды венского клуба крикета и футбола и проиграл 0:9. 5 мая клуб одержал свою первую победу (5:0), был повержен «Олд Крикетер». В 1902 году команда проиграла британскому «Оксфорд Юнайтед» 0:16.
В 1903 году клуб впервые выиграл чемпионат страны, в 1905 году стал чемпионом повторно. В сезоне 1909/10 годов завоевал чемпионский титул пятый раз. В период с сезона 1908/09 по сезон 1912/13 клуб выиграл пять первенств страны подряд.
12 февраля 1911 года был открыт стадион, на котором команда играет до сих пор (арена несколько раз реконструировалась и перестраивалась, а также меняла названия). Первый гол на новом стадионе забил Имре Шлоссер. В 1912 году «Ференцварош» впервые победил в Англии, одержав верх над «Уокингом». В том же году в матче против «Керюлети» (команды из III района) клубом была одержана победа 11:3, где 8 мячей забил Имре Шлоссер (данное достижение является и по сей день рекордом результативности в одном матче для игрока «Ференцвароша»).
С началом Первой мировой войны многие игроки ушли на фронт и не вернулись, а «Ференцварош» не выигрывал чемпионств более 10 лет.

### 1920-е
Начало 1920-х годов было не очень успешным временем для клуба. Его извечный соперник, МТК, в это время становился чемпионом Венгрии 10 раз подряд, вплоть до сезона 1924/25, когда «зелёным орлам» всё же удалось нарушить его гегемонию. Также в сезоне 1924/25 годов они потерпели самое крупное поражение на внутренней арене, проиграв МТК 2:14. Клуб сумел выиграть в следующем сезоне. Это был последний любительский чемпионат Венгрии, со следующего года все клубы стали профессиональными. Первым профессиональным игроком команды стал Ласло Хорват, известный также как Хорват II.
В 1928 году клуб выиграл Кубок Митропы, в финале по сумме двух матчей обыграв венский «Рапид» 10:6. Это был первый трофей команды, выигранный за пределами Венгрии. В 1929 году команда совершила южноамериканское турне, на котором победила очень сильную (на тот момент дважды олимпийских чемпионов 1924 и 1928 годов, впоследствии чемпионов мира 1930 года) сборную Уругвая 3:2.

### 1930—1950-е
В 1930-е годы было выиграно 4 чемпионата страны (1931/32, 1933/34, 1937/38, 1939/40), а также два Кубка Венгрии (1933, 1935). В сезоне 1931/32 команда выиграла все 22 матча чемпионата, разница мячей — 105:18. Подобное достижение пока не удалось повторить ни одной венгерской команде. В этом сезоне «Ференцварош» забил свой 400-й гол в чемпионатах страны. В 1933 году французская газета L’Auto (предшественница L’Équipe), поставила «Ференцварош» на 7-е по силе место в мире. В 1937 году во 2-й раз был выигран Кубок Митропы. Команда победила в финале итальянский «Лацио» с общим счётом 9:6. В этот период за команду играл самый успешный бомбардир в истории «Ференцвароша» Дьёрдь Шароши, который забил 636 голов в 646 матчах (учитываются все матчи) в период с 1931 по 1948 год.
1940-е годы начались для клуба хорошо — он стал чемпионом сезона 1940/41. Первым из венгерских клубов «Ференцварош» провёл турне в США. Во время Второй мировой войны чемпионат проводился, однако клуб не завоевал золотых медалей, зато выиграл три Кубка Венгрии подряд (1942, 1943, 1944). 31 октября 1948 года был сыгран 1000-й матч в рамках чемпионата страны. Свой 50-летний юбилей клуб отметил завоеванием чемпионства (1948/49), при этом в 30 матчах было забито 140 голов, 59 из которых забил бомбардир Ференц Деак.
1950-е годы стали наименее успешными для клуба. «Ференцварош» ни разу не смог выиграть чемпионство (во многом из-за того, что в тот момент набрал силу «Гонвед» во главе с Пушкашом). Однажды клуб выиграл серебряные медали и трижды брал бронзу, также в 1958 году в 10-й раз был выигран Кубок Венгрии. В 1951 году под давлением Матьяша Ракоши команда была переименована в «Кинижи» (в честь легендарного венгерского командира-простолюдина Пала Кинижи в армии короля Матьяша I Корвина) и сменила цвет на красно-белый. После венгерских событий 1956 года и бегства из страны Ракоши, клубу вернули его историческое название и цвета.

### 1960-е — золотая эра

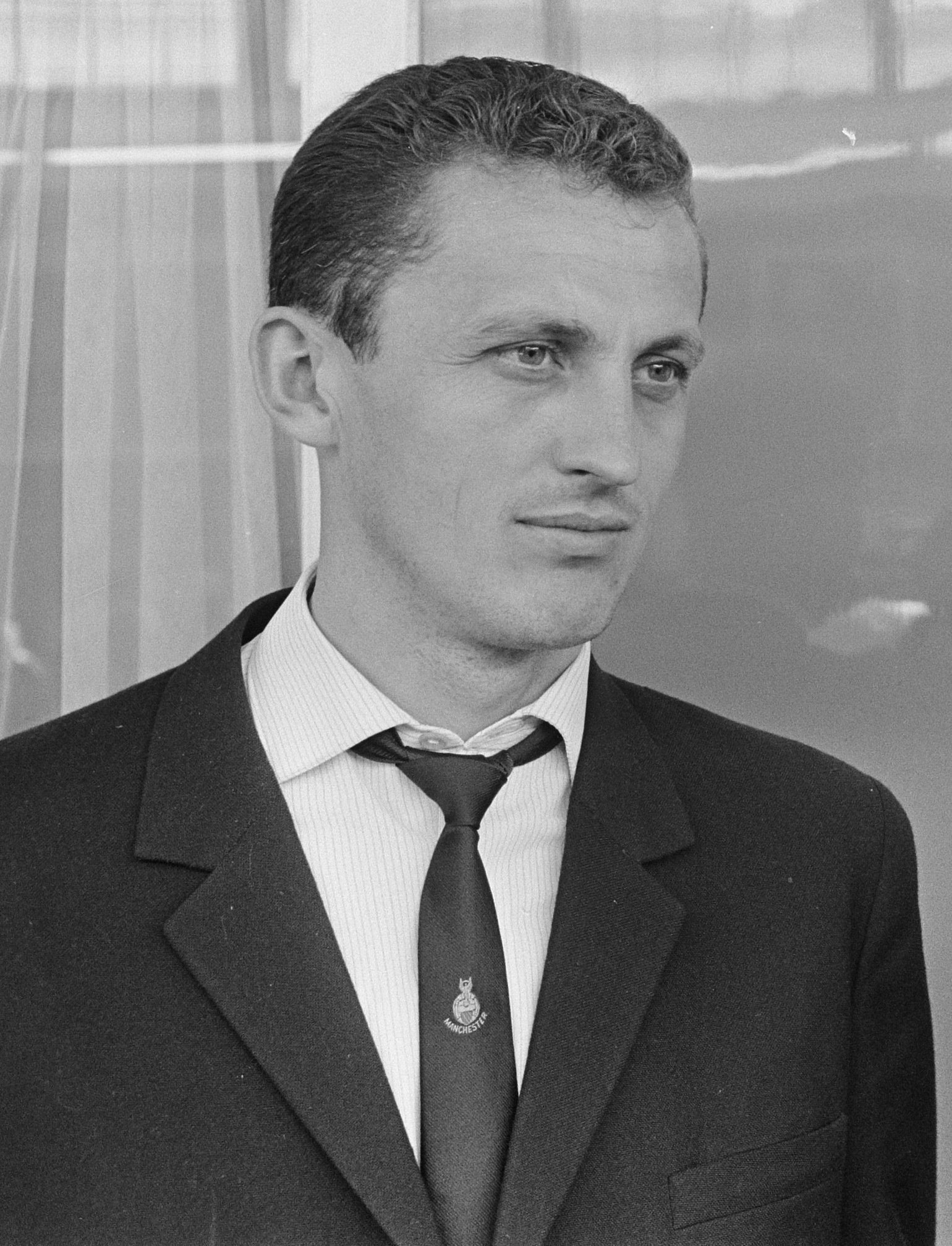
Обладатель «Золотого мяча» (France Football) 1967 года — Флориан Альберт

В 1960-е «Ференцварош» четырежды становился чемпионом страны (1963, 1964, 1967, 1968), но главным клубным достижением стало завоевание крупного международного трофея и признание выступавшего за клуб Флориана Альберта лучшим футболистом Европы («Золотой мяч» 1967 года).

#### Кубок Ярмарок
«Фради» покорился Кубок ярмарок сезона 1964/65, где на своём пути к победе клубом были повержены (по сумме двух матчей): «Спартак» Брно (2:1), «Винер Шпорт-клуб» (2:2, плей-офф в Будапеште 2:0), «Рома» (3:1), «Атлетик Бильбао» (2:2, плей-офф в Будапеште 3:0), «Манчестер Юнайтед» (3:3, плей-офф в Будапеште 2:1) и, в финале, «Ювентус» 1:0. Матч игрался в Турине при 40 000 зрителей, единственный мяч на 74-й минуте забил Мате Феньвеши.
В Кубке ярмарок 1967/68 годов «Ференцварош» дошёл до финала, где уступил по сумме двух матчей английскому клубу «Лидс Юнайтед» (0:1 и 0:0). По пути были обыграны такие клубы как (счёт по сумме двух матчей) «Реал Сарагоса» (4:2), «Ливерпуль» (2:0), «Атлетик Бильбао» (4:2) и «Болонья» (5:4).

### 1970-е
В 1970-е годы клуб лишь раз выиграл первенство (1976), зато четырежды брал кубок страны (1972, 1974, 1976, 1978). «Ференцварош» достиг полуфинала Кубка УЕФА 1971/72, где проиграл «Вулверхемптон Уондерерс» (3:4 по сумме двух матчей). 17 марта 1974 года легендарный Флориан Альберт сыграл свой последний матч, в котором забил свой последний гол. В Кубке обладателей кубков 1974/75 «Ференцварош» победил (счёт по сумме двух матчей): «Кардифф Сити» (6:1), «Ливерпуль» (1:1), «Мальмё» (4:2), «Црвену Звезду» (4:3), но проиграл 0:3 «Динамо» Киев в финале.

### 1980-е и 1990-е
Поначалу 1980-е годы складывались неплохо, команда выиграла чемпионат страны в сезоне 1980/81, однако следующего успеха пришлось ждать десять лет. Сезон 1984/85 клуб вообще закончил на 13-м месте, что является худшим результатом в истории команды. В конце восьмидесятых клуб по разу становился серебряным и бронзовым призёром. Лишь в сезоне 1991/92 снова удалось завоевать первое место, этот успех удалось повторить в сезонах 1994/95 и 1996/97. В 1995 году команда пробилась в групповую стадию Лиги чемпионов. Сначала в отборочных матчах был побеждён «Андерлехт», а в группе клуб сыграл: «Грассхоппер» (3:0 и 3:3), «Реал Мадрид» (1:6 и 1:1) и «Аякс» (1:5 и 0:4). В итоге «Ференцварош» занял третье место в группе и вылетел из Лиги чемпионов, а 19 пропущенных мячей в 6 играх оставались антирекордом Лиги чемпионов до 2010 года.

### 2000-е взлёты и падение
Начало нового тысячелетия клуб встречал очередным чемпионством в сезонах 2000/01 и 2003/04. Также в это время клуб разместил свои акции на Будапештской фондовой бирже. В сезоне 2004/05, потерпев поражение от клуба «Спарта Прага» в Лиге чемпионов, «Ференцварош» перешёл в Кубок УЕФА, где обыграл «Миллуолл» (4:2 по сумме двух матчей). На групповом этапе команда обыграла (1:0) «Хартс оф Модлотиан», сыграла вничью с «Фейеноордом» и проиграла «Базелю» и «Шальке 04».
В июле 2006 года Федерация футбола Венгрии отправила клуб во второй дивизион (до этого он никогда не покидал высший дивизион) из-за финансовых трудностей. Это решение клуб обжаловал в суде и выиграл дело, но возвращаться назад ему пришлось по спортивному принципу. Однако возвратиться в высший свет клуб смог лишь три года спустя (22 мая 2009 года).
В 2008 году владельцем клуба стал Кевин Маккейб, который, помимо всего прочего, владеет также «Шеффилд Юнайтед», «Сентрал Кост Маринерс» и «Чэнду Блейдс».

### 2010-е
После возвращения клуба в высший дивизион, он постепенно восстанавливает свои позиции. В сезоне 2010/11 клуб финишировал на третьем месте, благодаря чему смог участвовать в Лиге Европы 2011/12, где во втором раунде проиграл норвежскому «Олесунну», пропустив гол в дополнительное время на 119 минуте.
В июле 2011 года московский «Локомотив» отмечал своё 75-летие, и в честь этого события пригласил «Ференцварош». Встреча закончилась победой гостей со счётом 1:0.
31 октября 2011 года в возрасте 70 лет умер легендарный игрок клуба — Флориан Альберт.
21 августа 2012 года главным тренером команды назначен голландец Рикардо Мониз.
«Ференцварош» спустя 12 лет выиграл чемпионат Венгрии сезона 2015/2016 годов.

### 2020-е

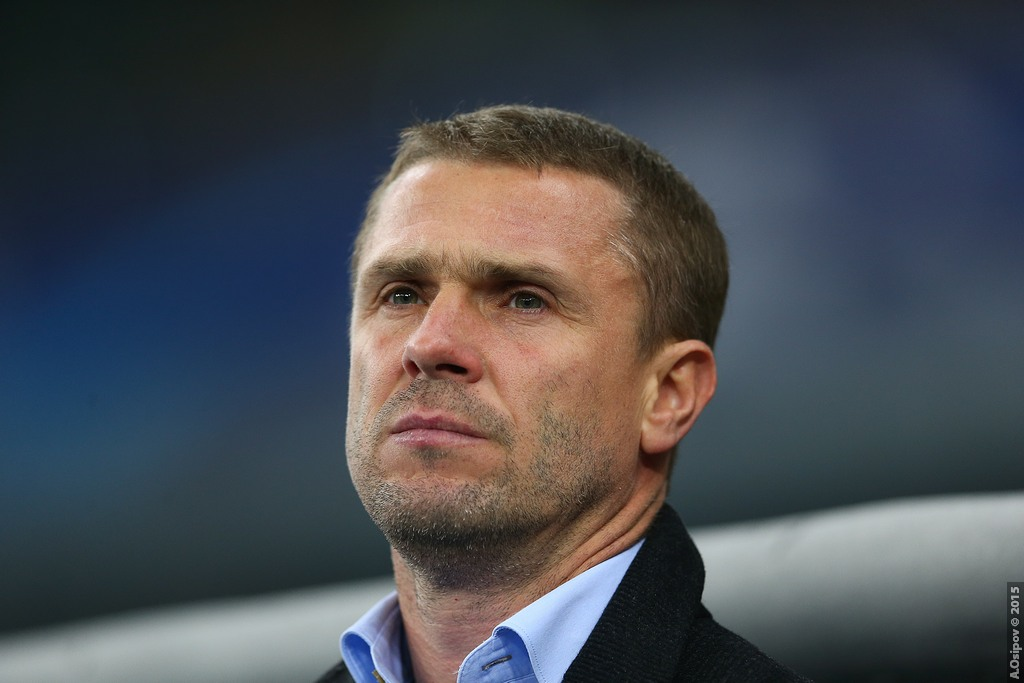
Сергей Ребров

В 2018 году «Ференцварош» возглавил Сергей Ребров, под руководством которого команда в сезоне 2018/19 выиграла чемпионство, которое стало юбилейным тридцатым в истории, что позволило клубу разместить над эмблемой третью звезду, а также, команда, преодолев квалификационные игры, впервые за 15 лет пробилась в групповой этап еврокубков. В Лиге Европы УЕФА команда заняла 3-е место в группе.
В сезоне 2019/20 Ребров повторно привёл «Ференцварош» к чемпионству. Также, пройдя четыре раунда квалификации, команда впервые за 25 лет попала в групповой этап Лиги чемпионов УЕФА. По итогам сезона 2020/21 в третий раз подряд привёл «Ференцварош» к чемпионству.
20 декабря 2021 года клуб возглавил бывший главный тренер сборной России Станислав Черчесов. По итогам сезона 2021/22 в четвёртый раз подряд привёл «Ференцварош» к чемпионству. 19 июля 2023 года Черчесов был уволен из клуба, после вылета «Ференцвароша» из квалификации к Лиге чемпионов УЕФА 2023/24.

## Собственники
14 февраля 2008 года президент акционерного общества «Шеффилд Юнайтед», Кевин Маккейб, успешно приобрёл тендер на покупку «Ференцвароша». Венгерская компания Маккейба, Esplanade LLC, купила недвижимость «Ференцвароша» за 8,45 млн фунтов, чтобы начать погашение долгов в ₤ 5 млн. В апреле 2008 года были официально согласованы условия продажи футбольного клуба Esplanade LLC, венгерской компании Маккейба.
В декабре 2010 года клуб искал финансового партнёра в России посредством дачи объявления в газетах. В 2011 году Маккейб сложил с себя полномочия собственника клуба после череды разногласий с некоторыми миноритарными акционерами.
25 февраля 2011 года Габор Кубатов, депутат Национального Собрания Венгрии, был назначен президентом «Ференцвароша».

## Символика

### Эмблема клуба
Клуб был основан жителями района Будапешта Ференцварош (административно — IX район), по имени которого они и назвали клуб. 3 мая 1899 года первым президентом клуба был избран Ференц Шпрингер. Цвета клуба — зелёный и белый — присутствуют и на гербе района. На эмблеме, которая представляет собой щит, изображены пять зелёных и четыре белые полосы, их количество символизирует причастность к IX району города. Также на эмблеме присутствует полное название клуба, в нижней части год основания — 1899, разделённый по середине оригинальным написанием трёх букв Е, которые символизируют девиз клуба: мораль, сила, единодушие (венг. Erkölcs, Erő, Egyetértés). У клуба есть свой талисман — орёл, сжимающий когтями мяч, из-за чего команду часто называют «зелёные орлы». Также команду называют «Фради» — от немецкоязычного названия района Franzstadt (Францштадт), происходящего от имени австрийского императора Франца II. Что интересно, в венгерских СМИ и среди любителей футбола название «Ференцварош» используют крайне редко, предпочитая называть клуб только по прозвищам или сокращённо — FTC.

### Форма

#### Домашняя
| 2014/15 | 2015/16 | 2016/17 | 2017/18 | 2019/20 | 2021/22 | 2023/24 |

#### Гостевая
| 2014/15 | 2015/16 | 2016/17 | 2018/19 | 2020/21 | 2022/23 |

#### Резервная
| 2014/15 | 2019/20 | 2022/23 |

Источники:,

## Дерби и ультрас
У «Ференцвароша» есть два главных принципиальных противостояния.
Одно из них — это «Вечное дерби», противостояния с клубом МТК.
Другие — это «Будапештские дерби», противостояния с клубами «Уйпешт», «Гонвед», «Вашаш», БВСК. Другие — это противостояние с клубами «Дебрецен» и «Фехервар».
Ультрас-группы «Ференцвароша»: «Green Monsters», «B-Közép».
Друзьями считаются ультрас клубов: «Залаэгерсег», «Рапид (Вена)» и «Панатинаикос», вместе их называют Green Brothers, а также друзья это ультрас клубов «ДАК 1904», «Шлёнск» и «Балтык». Врагами считаются ультрас клуба «Слован (Братислава)».

## Выступления в еврокубках
| Сезон           | Турнир                      | Раунд                   | Соперник                | Дома    | В гостях | Общий счёт |            |
| --------------- | --------------------------- | ----------------------- | ----------------------- | ------- | -------- | ---------- | ---------- |
| 1960/61         | Кубок обладателей кубков    | Предварительный раунд   | Глазго Рейнджерс        | 2:1     | 2:4      | 4:5        |            |
| 1962/63         | Кубок ярмарок               | Первый раунд            | Виктория Кёльн          | 4:1     | 3:4      | 7:5        |            |
| 1962/63         | Кубок ярмарок               | Второй раунд            | Сампдория               | 6:0     | 0:1      | 6:1        |            |
| 1962/63         | Кубок ярмарок               | 1/4 финала              | Петролул                | 2:0     | 0:1      | 2:1        |            |
| 1962/63         | Кубок ярмарок               | 1/2 финала              | Динамо Загреб           | 0:1     | 1:2      | 1:3        |            |
| 1963/64         | Кубок европейских чемпионов | Предварительный раунд   | Галатасарай             | 2:0     | 0:4      | 2:4        |            |
| 1964/65         | Кубок ярмарок               | Первый раунд            | Спартак Брно            | 2:0     | 0:1      | 2:1        |            |
| 1964/65         | Кубок ярмарок               | Второй раунд            | Винер Шпорт-Клуб        | 2:1     | 0:1      | 2:22:0     |            |
| 1964/65         | Кубок ярмарок               | Третий раунд            | Рома                    | 1:0     | 2:1      | 3:1        |            |
| 1964/65         | Кубок ярмарок               | 1/4 финала              | Атлетик Бильбао         | 1:0     | 1:2      | 2:23:0     |            |
| 1964/65         | Кубок ярмарок               | 1/2 финала              | Манчестер Юнайтед       | 1:0     | 2:3      | 3:32:1     |            |
| 1964/65         | Кубок ярмарок               | Финал                   | Ювентус                 | -       | -        | 1:0        | Победитель |
| 1965/66         | Кубок европейских чемпионов | Предварительный раунд   | Кеблавик                | 9:1     | 4:1      | 13:2       |            |
| 1965/66         | Кубок европейских чемпионов | Первый раунд            | Панатинаикос            | 0:0     | 3:1      | 3:1        |            |
| 1965/66         | Кубок европейских чемпионов | 1/4 финала              | Интер                   | 1:1     | 0:4      | 1:5        |            |
| 1966/67         | Кубок ярмарок               | Первый раунд            | Олимпия Любляна         | 3:0     | 3:3      | 6:3        |            |
| 1966/67         | Кубок ярмарок               | Второй раунд            | Эргрюте                 | 7:1     | 0:0      | 7:1        |            |
| 1966/67         | Кубок ярмарок               | Третий раунд            | Айнтрахт Франкфурт      | 2:1     | 1:4      | 3:5        |            |
| 1967/68         | Кубок ярмарок               | Первый раунд            | Арджеш                  | 4:0     | 1:3      | 5:3        |            |
| 1967/68         | Кубок ярмарок               | Второй раунд            | Реал Сарагоса           | 3:0     | 1:2      | 4:2        |            |
| 1967/68         | Кубок ярмарок               | Третий раунд            | Ливерпуль               | 1:0     | 1:0      | 2:0        |            |
| 1967/68         | Кубок ярмарок               | 1/4 финала              | Атлетик Бильбао         | 2:1     | 2:1      | 4:2        |            |
| 1967/68         | Кубок ярмарок               | 1/2 финала              | Болонья                 | 3:2     | 2:2      | 5:4        |            |
| 1967/68         | Кубок ярмарок               | Финал                   | Лидс Юнайтед            | 0:0     | 0:1      | 0:1        | Финалист   |
| 1968/69         | Кубок европейских чемпионов | Первый раунд            | Левски-Спартак          | снялась | снялась  | w/o        |            |
| 1969/70         | Кубок европейских чемпионов | Первый раунд            | ЦСКА Септември          | 4:1     | 1:2      | 5:3        |            |
| 1969/70         | Кубок европейских чемпионов | Второй раунд            | Лидс Юнайтед            | 0:3     | 0:3      | 0:6        |            |
| 1970/71         | Кубок ярмарок               | Первый раунд            | Ливерпуль               | 1:1     | 0:1      | 1:2        |            |
| 1971/72         | Кубок УЕФА                  | Первый раунд            | Фенербахче              | 3:1     | 1:1      | 4:2        |            |
| 1971/72         | Кубок УЕФА                  | Второй раунд            | Панионис                | отмена  | отмена   | w/o        |            |
| 1971/72         | Кубок УЕФА                  | Третий раунд            | Айнтрахт Брауншвайг     | 5:2     | 1:1      | 6:3        |            |
| 1971/72         | Кубок УЕФА                  | 1/4 финала              | Железничар              | 1:2     | 2:1      | 3:3+:-     |            |
| 1971/72         | Кубок УЕФА                  | 1/2 финала              | Вулверхэмптон Уондерерс | 2:2     | 1:2      | 3:4        |            |
| 1972/73         | Кубок обладателей кубков    | Первый раунд            | Флориана                | 6:0     | 0:1      | 6:1        |            |
| 1972/73         | Кубок обладателей кубков    | Второй раунд            | Спарта Прага            | 2:0     | 1:4      | 3:4        |            |
| 1973/74         | Кубок УЕФА                  | Первый раунд            | Гвардия                 | 0:1     | 1:2      | 1:3        |            |
| 1974/75         | Кубок обладателей кубков    | Первый раунд            | Кардифф Сити            | 2:0     | 4:1      | 6:1        |            |
| 1974/75         | Кубок обладателей кубков    | Второй раунд            | Ливерпуль               | 0:0     | 1:1      | 1:1(г)     |            |
| 1974/75         | Кубок обладателей кубков    | 1/4 финала              | Мальмё                  | 1:1     | 3:1      | 4:2        |            |
| 1974/75         | Кубок обладателей кубков    | 1/2 финала              | Црвена Звезда           | 2:1     | 2:2      | 4:3        |            |
| 1974/75         | Кубок обладателей кубков    | Финал                   | Динамо Киев             | -       | -        | 0:3        | Финалист   |
| 1976/77         | Кубок европейских чемпионов | Первый раунд            | Женесс Эш               | 5:1     | 6:2      | 11:3       |            |
| 1976/77         | Кубок европейских чемпионов | Второй раунд            | Динамо Дрезден          | 1:0     | 0:4      | 1:4        |            |
| 1977/78         | Кубок УЕФА                  | Первый раунд            | Марек Дупница           | 2:0     | 0:3      | 2:3        |            |
| 1978/79         | Кубок обладателей кубков    | Первый раунд            | Кальмар                 | 2:0     | 2:2      | 4:2        |            |
| 1978/79         | Кубок обладателей кубков    | Второй раунд            | Магдебург               | 2:1     | 0:1      | 2:2(г)     |            |
| 1979/80         | Кубок УЕФА                  | Первый раунд            | Локомотив София         | 2:0     | 0:3      | 2:3        |            |
| 1981/82         | Кубок европейских чемпионов | Первый раунд            | Баник Острава           | 3:2     | 0:3      | 3:5        |            |
| 1982/83         | Кубок УЕФА                  | Первый раунд            | Атлетик Бильбао         | 2:1     | 1:1      | 4:2        |            |
| 1982/83         | Кубок УЕФА                  | Второй раунд            | Цюрих                   | 1:1     | 0:1      | 1:2        |            |
| 1983/84         | Кубок УЕФА                  | Первый раунд            | ПСВ Эйндховен           | 0:2     | 2:4      | 2:6        |            |
| 1984            | Кубок Интертото             | Группа 9                | Цюрих                   | 3:0     | 0:1      | 3-е        |            |
| 1984            | Кубок Интертото             | Группа 9                | Спартак Трнава          | 3:1     | 1:1      | 3-е        |            |
| 1984            | Кубок Интертото             | Группа 9                | Кернтен                 | 0:0     | 2:3      | 3-е        |            |
| 1986            | Кубок Интертото             | Группа 11               | Славия Прага            | 0:1     | 0:2      | 4-е        |            |
| 1986            | Кубок Интертото             | Группа 11               | Штурм                   | 0:1     | 5:1      | 4-е        |            |
| 1986            | Кубок Интертото             | Группа 11               | Люцерн                  | 2:4     | 2:3      | 4-е        |            |
| 1989/90         | Кубок обладателей кубков    | Первый раунд            | Хака                    | 5:1     | 1:1      | 6:2        |            |
| 1989/90         | Кубок обладателей кубков    | Второй раунд            | Адмира Ваккер           | 0:1     | 0:1      | 0:2        |            |
| 1990/91         | Кубок УЕФА                  | Первый раунд            | Антверпен               | 3:1     | 0:0      | 3:1        |            |
| 1990/91         | Кубок УЕФА                  | Второй раунд            | Брондбю                 | 0:1     | 0:3      | 0:4        |            |
| 1991/92         | Кубок обладателей кубков    | Первый раунд            | Левски                  | 4:1     | 3:2      | 7:3        |            |
| 1991/92         | Кубок обладателей кубков    | Второй раунд            | Вердер Бремен           | 0:1     | 2:3      | 2:4        |            |
| 1992/93         | Лига чемпионов УЕФА         | Первый раунд            | Слован Братислава       | 0:0     | 1:4      | 1:4        |            |
| 1993/94         | Кубок обладателей кубков    | Первый раунд            | Ваккер Инсбрук          | 1:2     | 0:3      | 1:5        |            |
| 1994/95         | Кубок обладателей кубков    | Предварительный раунд   | Ф91 Дюделанж            | 6:1     | 6:1      | 12:2       |            |
| 1994/95         | Кубок обладателей кубков    | Первый раунд            | ЦСКА Москва             | 2:1     | 1:2      | 3:37:6     |            |
| 1994/95         | Кубок обладателей кубков    | Второй раунд            | Порту                   | 2:0     | 0:6      | 2:6        |            |
| 1995/96         | Лига чемпионов УЕФА         | Квалификационный раунд  | Андерлехт               | 1:1     | 1:0      | 2:1        |            |
| 1995/96         | Лига чемпионов УЕФА         | Группа D                | Грассхоппер             | 3:3     | 3:0      | 3-е        |            |
| 1995/96         | Лига чемпионов УЕФА         | Группа D                | Аякс Амстердам          | 1:5     | 0:4      | 3-е        |            |
| 1995/96         | Лига чемпионов УЕФА         | Группа D                | Реал Мадрид             | 1:1     | 1:6      | 3-е        |            |
| 1996/97: ЛЧ, КУ | Лига чемпионов УЕФА         | Квалификационный раунд  | Гётеборг                | 1:1     | 0:3      | 1:4        |            |
| 1996/97: ЛЧ, КУ | Кубок УЕФА                  | Первый раунд            | Олимпиакос              | 3:1     | 2:2      | 5:3        |            |
| 1996/97: ЛЧ, КУ | Кубок УЕФА                  | Второй раунд            | Ньюкасл Юнайтед         | 3:2     | 0:4      | 3:6        |            |
| 1997/98         | Кубок УЕФА                  | Первый отборочный раунд | Богемианс Дублин        | 5:0     | 1:0      | 6:0        |            |
| 1997/98         | Кубок УЕФА                  | Второй отборочный раунд | Хельсинборг             | 0:1     | 1:0      | 1:14:3     |            |
| 1997/98         | Кубок УЕФА                  | Первый раунд            | ОФИ                     | 2:1     | 0:3      | 2:4        |            |
| 1998/99         | Кубок УЕФА                  | Первый отборочный раунд | Принсипат               | 6:0     | 8:1      | 14:1       |            |
| 1998/99         | Кубок УЕФА                  | Второй отборочный раунд | АЕК Афины               | 4:2     | 0:4      | 4:6        |            |
| 1999/00         | Кубок УЕФА                  | Предварительный раунд   | Конструкторул           | 3:1     | 1:1      | 4:2        |            |
| 1999/00         | Кубок УЕФА                  | Первый раунд            | Теплице                 | 1:1     | 1:3      | 2:4        |            |
| 2001/02         | Лига чемпионов УЕФА         | Второй отборочный раунд | Хайдук Сплит            | 0:0     | 0:0      | 0:04:5     |            |
| 2002/03         | Кубок УЕФА                  | Предварительный раунд   | АЕЛ                     | 4:0     | 1:2      | 5:2        |            |
| 2002/03         | Кубок УЕФА                  | Первый раунд            | Коджаэлиспор            | 4:0     | 1:0      | 5:0        |            |
| 2002/03         | Кубок УЕФА                  | Второй раунд            | Штутгарт                | 0:0     | 0:2      | 0:2        |            |
| 2003/04         | Кубок УЕФА                  | Предварительный раунд   | Биркиркара              | 1:0     | 5:0      | 6:0        |            |
| 2003/04         | Кубок УЕФА                  | Первый раунд            | Копенгаген              | 1:1     | 1:1      | 2:22:3     |            |
| 2004/05: ЛЧ, КУ | Лига чемпионов УЕФА         | Второй отборочный раунд | Тирана                  | 0:1     | 3:2      | 3:3(г)     |            |
| 2004/05: ЛЧ, КУ | Лига чемпионов УЕФА         | Третий отборочный раунд | Спарта Прага            | 1:0     | 0:2      | 1:2        |            |
| 2004/05: ЛЧ, КУ | Кубок УЕФА                  | Первый раунд            | Миллуолл                | 3:1     | 1:1      | 4:2        |            |
| 2004/05: ЛЧ, КУ | Кубок УЕФА                  | Группа А                | Фейеноорд               | 1:1     | -        | 4-е        |            |
| 2004/05: ЛЧ, КУ | Кубок УЕФА                  | Группа А                | Шальке 04               | -       | 0:2      | 4-е        |            |
| 2004/05: ЛЧ, КУ | Кубок УЕФА                  | Группа А                | Базель                  | 1:2     | -        | 4-е        |            |
| 2004/05: ЛЧ, КУ | Кубок УЕФА                  | Группа А                | Харт оф Мидлотиан       | -       | 1:0      | 4-е        |            |
| 2005/06         | Кубок УЕФА                  | Первый отборочный раунд | МТЗ-РИПО                | 0:2     | 2:1      | 2:3        |            |
| 2011/12         | Лига Европы УЕФА            | Первый отборочный раунд | Улисс                   | 3:0     | 2:0      | 5:0        |            |
| 2011/12         | Лига Европы УЕФА            | Второй отборочный раунд | Олесунн                 | 2:1     | 1:3(д)   | 3:4        |            |
| 2014/15         | Лига Европы УЕФА            | Первый отборочный раунд | Слима Уондерерс         | 2:1     | 1:1      | 3:2        |            |
| 2014/15         | Лига Европы УЕФА            | Второй отборочный раунд | Риека                   | 1:2     | 0:1      | 1:3        |            |
| 2015/16         | Лига Европы УЕФА            | Первый отборочный раунд | Гоу Эхед Иглз           | 4:1     | 1:1      | 5:2        |            |
| 2015/16         | Лига Европы УЕФА            | Второй отборочный раунд | Железничар              | 0:1     | 0:2      | 0:3        |            |
| 2016/17         | Лига чемпионов УЕФА         | Второй отборочный раунд | Партизани               | 1:1     | 1:1      | 2:21:3     |            |
| 2017/18         | Лига Европы УЕФА            | Первый отборочный раунд | Елгава                  | 2:0     | 1:0      | 3:0        |            |
| 2017/18         | Лига Европы УЕФА            | Второй отборочный раунд | Мидтьюлланн             | 2:4     | 1:3      | 3:7        |            |
| 2018/19         | Лига Европы УЕФА            | Первый отборочный раунд | Маккаби Тель-Авив       | 1:1     | 0:1      | 1:2        |            |
| 2019/20: ЛЧ, ЛЕ | Лига чемпионов УЕФА         | Первый отборочный раунд | Лудогорец               | 2:1     | 3:2      | 5:3        |            |
| 2019/20: ЛЧ, ЛЕ | Лига чемпионов УЕФА         | Второй отборочный раунд | Валлетта                | 3:1     | 1:1      | 4:2        |            |
| 2019/20: ЛЧ, ЛЕ | Лига чемпионов УЕФА         | Третий отборочный раунд | Динамо (Загреб)         | 0:4     | 1:1      | 1:5        |            |
| 2019/20: ЛЧ, ЛЕ | Лига Европы УЕФА            | Раунд плей-офф          | Судува                  | 4:2     | 0:0      | 4:2        |            |
| 2019/20: ЛЧ, ЛЕ | Лига Европы УЕФА            | Группа H                | ЦСКА Москва             | 0:0     | 1:0      | 3-е        |            |
| 2019/20: ЛЧ, ЛЕ | Лига Европы УЕФА            | Группа H                | Лудогорец               | 0:3     | 1:1      | 3-е        |            |
| 2019/20: ЛЧ, ЛЕ | Лига Европы УЕФА            | Группа H                | Эспаньол                | 2:2     | 1:1      | 3-е        |            |
| 2020/21         | Лига чемпионов УЕФА         | Первый отборочный раунд | Юргорден                | 2:0     | -        | 2:0        |            |
| 2020/21         | Лига чемпионов УЕФА         | Второй отборочный раунд | Селтик                  | -       | 2:1      | 2:1        |            |
| 2020/21         | Лига чемпионов УЕФА         | Третий отборочный раунд | Динамо (Загреб)         | 2-1     | :        | 2:1        |            |
| 2020/21         | Лига чемпионов УЕФА         | Раунд плей-офф          | Молде                   | 0:0     | 3:3      | 3:3        |            |
| 2020/21         | Лига чемпионов УЕФА         | Группа G                | Барселона               | 0:3     | 1:5      | 4-е        |            |
| 2020/21         | Лига чемпионов УЕФА         | Группа G                | Динамо Киев             | 2:2     | 0:1      | 4-е        |            |
| 2020/21         | Лига чемпионов УЕФА         | Группа G                | Ювентус                 | 1:4     | 1:2      | 4-е        |            |
| 2021/22: ЛЧ, ЛЕ | Лига чемпионов УЕФА         | Первый отборочный раунд | Приштина                | 3:0     | 3:1      | 6:1        |            |
| 2021/22: ЛЧ, ЛЕ | Лига чемпионов УЕФА         | Второй отборочный раунд | Жальгирис               | 2:0     | 3:1      | 5:1        |            |
| 2021/22: ЛЧ, ЛЕ | Лига чемпионов УЕФА         | Третий отборочный раунд | Славия (Прага)          | 2:0     | 0:1      | 2:1        |            |
| 2021/22: ЛЧ, ЛЕ | Лига чемпионов УЕФА         | Раунд плей-офф          | Янг Бойз                | 2:3     | 2:3      | 4:6        |            |
| 2021/22: ЛЧ, ЛЕ | Лига Европы УЕФА            | Группа G                | Байер Леверкузен        | 1:0     | 1:2      | 4-е        |            |
| 2021/22: ЛЧ, ЛЕ | Лига Европы УЕФА            | Группа G                | Реал Бетис              | 1:3     | 0:2      | 4-е        |            |
| 2021/22: ЛЧ, ЛЕ | Лига Европы УЕФА            | Группа G                | Селтик                  | 2:3     | 0:2      | 4-е        |            |
| 2022/23: ЛЧ, ЛЕ | Лига чемпионов УЕФА         | Первый отборочный раунд | Тобол                   | 5:1     | 0:0      | 5:1        |            |
| 2022/23: ЛЧ, ЛЕ | Лига чемпионов УЕФА         | Второй отборочный раунд | Слован Братислава       | 1:2     | 4:1      | 5:3        |            |
| 2022/23: ЛЧ, ЛЕ | Лига чемпионов УЕФА         | Третий отборочный раунд | Карабах                 | 1:3     | 1:1      | 2:4        |            |
| 2022/23: ЛЧ, ЛЕ | Лига Европы УЕФА            | Раунд плей-офф          | Шемрок Роверс           | 4:0     | 0:1      | 4:1        |            |
| 2022/23: ЛЧ, ЛЕ | Лига Европы УЕФА            | Группа H                | Црвена Звезда           | 2:1     | 1:4      | 1-е        |            |
| 2022/23: ЛЧ, ЛЕ | Лига Европы УЕФА            | Группа H                | Монако                  | 1:1     | 1:0      | 1-е        |            |
| 2022/23: ЛЧ, ЛЕ | Лига Европы УЕФА            | Группа H                | Трабзонспор             | 3:2     | 0:1      | 1-е        |            |

## Игроки «Ференцвароша»: лучшие бомбардиры чемпионата
| Сезон      | Игрок                                 | Голы     |
| 1904       | Йожеф Покорни                         | 12 голов |
| 1908/09    | Имре Шлоссер                          | 30 голов |
| 1909/10    | Имре Шлоссер                          | 18 голов |
| 1910/11    | Имре Шлоссер                          | 38 голов |
| 1911/12    | Имре Шлоссер                          | 34 гола  |
| 1912/13    | Имре Шлоссер                          | 33 гола  |
| 1913/14    | Имре Шлоссер                          | 21 гол   |
| 1914 осень | Имре Шлоссер                          | 22 гола  |
| 1927/28    | Йожеф Такач                           | 31 гол   |
| 1928/29    | Йожеф Такач                           | 41 гол   |
| 1929/30    | Йожеф Такач                           | 40 голов |
| 1931/32    | Йожеф Такач                           | 42 гола  |
| 1933/34    | Геза Тольди                           | 27 голов |
| 1935/36    | Дьёрдь Шароши                         | 36 голов |
| 1939/40    | Дьёрдь Шароши                         | 23 гола  |
| 1940/41    | Дьёрдь Шароши                         | 29 голов |
| 1940 осень | Дьёрдь Шароши                         | 13 голов |
| 1948/49    | Ференц Деак                           | 59 голов |
| 1957/58    | Золтан Фридмански Янош Мольнар (MTK)  | 16 голов |
| 1959/60    | Флориан Альберт                       | 27 голов |
| 1960/61    | Флориан Альберт Лайош Тихи («Гонвед») | 21 гол   |
| 1965       | Флориан Альберт                       | 27 голов |
| 1980/81    | Тибор Ньилаши                         | 30 голов |
| 1989/90    | Йожеф Дзурьяк                         | 18 голов |
| 1995/96    | Игорь Ниченко                         | 18 голов |
| 2015/16    | Даниель Бёде                          | 17 голов |
| 2018/19    | Давиде Ланцафаме                      | 16 голов |

## Состав

### Основной состав
| 1  | Венгрия              | Вр  | Адам Варга             | 1999 |  |  |  |  |  |
| 29 | Венгрия              | Вр  | Гергё Сечи             | 1989 |  |  |  |  |  |
| 63 | Венгрия              | Вр  | Даниэль Радноти        | 2006 |  |  |  |  |  |
| 90 | Венгрия              | Вр  | Денеш Дибус (капитан)  | 1990 |  |  |  |  |  |
|    |                      |     |                        |      |  |  |  |  |  |
| 3  | Дания                | Защ | Стефан Гартенманн      | 1997 |  |  |  |  |  |
| 4  | Нидерланды           | Защ | Матс Кнустер           | 1998 |  |  |  |  |  |
| 17 | Босния и Герцеговина | Защ | Эльдар Чивич           | 1996 |  |  |  |  |  |
| 21 | Венгрия              | Защ | Эндре Ботка            | 1994 |  |  |  |  |  |
| 22 | Венгрия              | Защ | Габор Салаи            | 2000 |  |  |  |  |  |
| 23 | Венгрия              | Защ | Лоранд Паска           | 1996 |  |  |  |  |  |
| 27 | Франция              | Защ | Ибраим Сиссе           | 1996 |  |  |  |  |  |
| 34 | Бразилия             | Защ | Раул Густаво           | 1999 |  |  |  |  |  |
| 44 | Франция              | Защ | Исмаэль Аанеба         | 1999 |  |  |  |  |  |
| 54 | Венгрия              | Защ | Норберт Каян           | 2004 |  |  |  |  |  |
| 99 | Эквадор              | Защ | Кристиан Рамирес       | 1994 |  |  |  |  |  |
|    |                      |     |                        |      |  |  |  |  |  |
| 5  | Флаг Гвинеи          | ПЗ  | Наби Кейта             | 1995 |  |  |  |  |  |
| 7  | Тунис                | ПЗ  | Мохамед Али Бен-Ромдан | 1999 |  |  |  |  |  |

| 10 | Бразилия    | ПЗ  | Кади Боржес            | 1996 |  |  |  |  |  |
| 15 | Израиль     | ПЗ  | Мохаммад Абу-Фани      | 1998 |  |  |  |  |  |
| 16 | Норвегия    | ПЗ  | Кристоффер Закариассен | 1994 |  |  |  |  |  |
| 25 | Латвия      | ПЗ  | Чебраилс Макрецкис     | 2000 |  |  |  |  |  |
| 42 | Нигерия     | ПЗ  | Андерсон Эсити         | 1994 |  |  |  |  |  |
| 64 | Венгрия     | ПЗ  | Алекс Тот              | 2005 |  |  |  |  |  |
| 70 | Гана        | ПЗ  | Айзек Паппо            | 2003 |  |  |  |  |  |
| 80 | Кот-д’Ивуар | ПЗ  | Хабиб Маига            | 1996 |  |  |  |  |  |
| 88 | Бельгия     | ПЗ  | Филипп Ромменс         | 1997 |  |  |  |  |  |
|    |             |     |                        |      |  |  |  |  |  |
| 8  | Сербия      | Нап | Александар Пешич       | 1992 |  |  |  |  |  |
| 11 | Бразилия    | Нап | Матеус Салданья        | 1999 |  |  |  |  |  |
| 18 | Гана        | Нап | Овусу Квабена          | 1997 |  |  |  |  |  |
| 19 | Венгрия     | Нап | Барнабаш Варга         | 1994 |  |  |  |  |  |
| 20 | Мали        | Нап | Адама Траоре           | 1995 |  |  |  |  |  |
| 24 | Нигерия     | Нап | Тосин Кехинде          | 1998 |  |  |  |  |  |
| 30 | Венгрия     | Нап | Жомбор Грубер          | 2004 |  |  |  |  |  |

### Игроки в аренде
| №  |          | Поз. | Имя                       | Год рождения |
| -- | -------- | ---- | ------------------------- | ------------ |
| 88 | Хорватия | Нап  | Роко Батурина («Марибор») | 2000         |
| —  | Венгрия  | Защ  | Кристоф Вида («Шорокшар») | 2001         |
| —  | Венгрия  | ПЗ   | Андраш Чонка («Дьирмот»)  | 2000         |

| № |         | Поз. | Имя                               | Год рождения |
| - | ------- | ---- | --------------------------------- | ------------ |
| — | Венгрия | Нап  | Даниель Гера («Академия Пушкаша») | 1995         |
| — | Венгрия | ПЗ   | Мате Катона («Шорокшар»)          | 1997         |
| — | Венгрия | Нап  | Регё Санто (ДАК 1904)             | 2000         |

## Достижения

### Национальные титулы
- Чемпионат Венгрии
  - Чемпион (36, рекорд): 1903, 1905, 1907, 1909, 1910, 1911, 1912, 1913, 1926, 1927, 1928, 1932, 1934, 1938, 1940, 1941, 1949, 1963, 1964, 1967, 1968, 1976, 1981, 1992, 1995, 1996, 2001, 2004, 2016, 2019, 2020, 2021, 2022, 2023, 2024, 2025
- Кубок Венгрии
  - Обладатель (24, рекорд): 1913, 1922, 1927, 1928, 1933, 1935, 1942, 1943, 1944, 1958, 1972, 1974, 1976, 1978, 1991, 1993, 1994, 1995, 2003, 2004, 2015, 2016, 2017, 2022
- Кубок венгерской лиги
  - Обладатель (2): 2013, 2015
- Суперкубок Венгрии
  - Обладатель (6, рекорд): 1993, 1994, 1995, 2004, 2015, 2016
- Серебряный мяч
  - Победитель (5, рекорд): 1903, 1904, 1906, 1908, 1909
- Кубок Коринтиана
  - Обладатель (6, рекорд): 1908, 1909, 1910, 1911, 1913, 1922

### Международные
- Кубок обладателей кубков УЕФА
  - Финалист: 1975
- Кубок ярмарок
  - Обладатель: 1964/65
  - Финалист: 1967/68
- Кубок Митропы
  - Обладатель (2): 1928, 1937
  - Финалист (4): 1935, 1938, 1939, 1940
- Кубок вызова
  - Обладатель: 1909

## Закреплённые номера
- 1 —  Дьюла Грошич, вратарь, подписал символический контракт с «Ференцварошем» в 2008 году в возрасте 83 лет, провёл несколько минут в товарищеском матче с «Шеффилд Юнайтед» и навсегда получил этот номер, умер в 2014 году.
- 2 —  Тибор Шимон, защитник, играл в 1985—1999, убит в 2002.
- 12 —  данный номер выведен из обращения в 2007 году. Официально принадлежит болельщикам, так называемым «12-м игрокам».